# Elecciones generales de Singapur de 1968
Las elecciones generales de Singapur de 1968 tuvieron lugar el sábado 19 de abril del mencionado año para configurar el 2.º Parlamento, que ejercería sus funciones desde el 6 de mayo de 1968 hasta, a más tardar, 1973. Se realizaron nueve meses antes de lo previsto después de que la legislatura anterior fuese disuelta por el presidente Yusof Ishak por consejo del primer ministro Lee Kuan Yew el 8 de febrero, cuando su fecha de disolución original era el 22 de octubre de 1968. Se trató de las primeras elecciones generales que celebró la moderna República de Singapur luego de usu expulsión de la Federación de Malasia el 9 de agosto de 1965, así como de los cuartos comicios desde la instauración del sufragio universal en 1955. La nominación de candidatos tuvo lugar el 17 de febrero de 1968, por lo que la campaña duró 2 meses y 1 día, el período de campaña más largo de la historia electoral singapurense.
Entre 1965 y 1967, el oficialista Partido de Acción Popular (PAP) comenzó a consolidar rápidamente su poder político luego de su ajustada victoria en los anteriores comicios. Los originalmente 13 legisladores del Frente Socialista (BS), principal partido de la oposición, comenzaron a renunciar o huyeron de Singapur para evitar ser arrestados por el Departamento de Seguridad Interna, conduciendo a elecciones parciales en las cuales el PAP se apropió de los escaños con poca o ninguna oposición. Los partidos opositores denunciaron la represión gubernamental como antidemocrática y la independencia de Singapur como «falsa», lo que los llevó a iniciar una «lucha extraparlamentaria». Al momento de la convocatoria electoral, solo dos parlamentarios del BS seguían nominalmente en sus cargos, aunque lo cierto era que el PAP tenía la legislatura bajo su control. El BS anunció que boicotearía las elecciones y casi todos los demás partidos de la oposición atendieron su llamado. De este modo, el PAP ganó 51 de los 58 escaños parlamentarios sin oposición el día de la nominación, garantizándose no solo el gobierno sino también el monopolio constitucional.
El Partido de los Trabajadores (WP), entonces una pequeña formación izquierdista de carácter marginal encabezada por Wong Hong Toy, se presentó en las circunscripciones de Jalan Kayu y Nee Soon y fue el único partido de la oposición en postular candidatos; mientras que hubo un puñado de candidatos independientes en los distritos de Farrer Park, Geylang Serai, Kampong Ubi, Moulmein y Tanjong Pagar (la circunscripción que representaba el primer ministro Lee Kuan Yew). De este modo, de los 759.367 votantes registrados, solo 84.883 (apenas un 11,18%), residían en escaños debidamente disputados, mientras que los 674.484 restantes (88,82%) no emitieron sufragio.
Enfrentando oponentes electorales débiles y legitimado por la situación económica favorable, el PAP se impuso con más del 80% de los votos en las siete circunscripciones disputadas y logró de este modo controlar la totalidad de los escaños parlamentarios. Su voto popular general fue del 86,72% contra un 4,02% del WP y 9,26% de los candidatos independientes. La elección estableció cuatro récords electorales que nunca volvieron a repetirse. En primer lugar, fue la primera instancia en la que el PAP logró retener una mayoría absoluta de escaños el día de la nominación luego de que más de la mitad de las circunscripciones vieran victorias sin oposición, así como la primera de las cuatro ocasiones en las que logró obtener todos los escaños en el Parlamento. En tercer lugar, los comicios de 1968 vieron la menor cantidad de escaños disputados en una elección general en la historia electoral singapurense. Por último, Lee Kuan Yew logró el mayor porcentaje de votos para un candidato individual en su distrito con un 94,34% en Tanjong Pagar. Si bien no lograría volver a romper ese récord, Lee sería el candidato con mayor porcentaje de votos en todas las elecciones posteriores en las que su circunscripción se vio disputada.
Las elecciones de 1968 pusieron fin al ciclo histórico de elevada competitivdad electoral que había caracterizado los últimos años antes de la independencia y dieron comienzo al prolongado gobierno de partido hegemónico encabezado por el Partido de Acción Popular, no interrumpido desde entonces. La oposición no retornaría al Parlamento hasta 1981 y Lee Kuan Yew seguiría como primer ministro hasta 1990. Las victorias del PAP sin oposición en, al menos, una circunscripción electoral se convertirían en un rasgo perpetuo de las elecciones singapurenses hasta 2015.
Dos años más tarde, la decisión del PAP de renovar sus filas motivó la renuncia de cinco parlamentarios, cuyos escaños fueron cubiertos en elecciones parciales en 1970.

## Convocatoria y sistema electoral
De acuerdo con el Artículo 65, Capítulo 4 de la Constitución singapurense, el período máximo para un Parlamento en funciones es de cinco años a partir de la fecha de su primera sesión después de unas elecciones generales, después de lo cual el legislativo quedará disuelto y se convocarán a nuevos comicios automáticamente. Sin embargo, el presidente de la República, por consejo del primer ministro, puede disolver el Parlamento y convocar a elecciones en cualquier momento antes se cumpla el plazo. Los comicios deben realizarse dentro de los tres meses posteriores a la disolución del Parlamento anterior. Los comicios son organizados por el Departamento de Elecciones (ELD), organismo dependiente de la Oficina del primer ministro.
El Parlamento que surgiría de los comicios de 1968 estaría compuesto por 58 escaños directamente elegidos por voto popular, directo y secreto. El sistema electoral empleado era el escrutinio mayoritario uninominal. El territorio singapurense se encontraba dividido en cincuenta y dos circunscripciones representadas por un escaño cada una. Todos los ciudadanos residentes en Singapur con al menos veintiún años de edad tienen derecho a voto, siempre y cuando no tengan doble nacionalidad y se encuentren inscritos en el registro electoral, el cual es revisado anualmente. Los requisitos para postularse como candidato son los mismos que para emitir sufragio, a lo cual se añade la necesidad de hablar, leer y escribir con fluidez en al menos uno de los cinco idiomas oficiales del país: inglés, malayo, chino mandarín o tamil.
En cada circunscripción, un grupo de al menos seis electores registrados puede presentar un candidato (ya sea como postulante de un partido político o como candidato independiente). Los candidatos deben abonar un depósito monetario, el cual fue de $500 para las elecciones de 1968, y que les será o no devuelto dependiendo del resultado electoral. Si el candidato en cuestión no supera un octavo de los votos válidamente emitidos (12,50%) el día de la elección, perderá dicho depósito y este será entregado al estado. Los comicios se llevan a cabo en una única votación, con cada parlamentario elegido por simple mayoría de votos. Los votantes marcan una cruz en su papeleta de votación frente al símbolo y el nombre del candidato escogido. Si solo un candidato es postulado y reúne los criterios para contender en una circunscripción, se considerará que fue elegido sin oposición y será automáticamente proclamado electo el día de la nominación sin necesidad de que la votación se lleve a cabo.
La fecha de disolución constitucional obligatoria del parlamento elegido en 1963 era el 22 de octubre de 1968, por lo que la jornada electoral podría haberse atrasado hasta el 22 de enero de 1969. Sin embargo, el 8 de febrero de 1968, el presidente Yusof Ishak disolvió el legislativo por consejo del primer ministro Lee Kuan Yew, con la nominación de candidatos fijada para el 17 de febrero.

## Cronograma
| Fecha                               | Evento                                                          |
| ----------------------------------- | --------------------------------------------------------------- |
| 14 de noviembre de 1967             | Publicación del Informe de Límites Electorales                  |
| 8 de febrero de 1968                | Disolución del 1.er Parlamento, se emite convocatoria electoral |
| 17 de febrero de 1968               | Día de la Nominación                                            |
| 18 de febrero - 12 de abril de 1968 | Período de campaña                                              |
| 13 de abril de 1968                 | Jornada electoral                                               |
| 6 de mayo de 1968                   | Apertura de sesiones del 2.º Parlamento                         |

## Partidos políticos contendientes
| Partido | Partido                          | Líder         | Fundación | Escaños (1963) |
| ------- | -------------------------------- | ------------- | --------- | -------------- |
|         | Partido de Acción Popular (PAP)  | Lee Kuan Yew  | 1954      | 49/51          |
|         | Partido de los Trabajadores (WP) | Wong Hong Toy | 1957      |                |
|         | Frente Socialista (BS)           | Lee Siew Choh | 1961      | 2/51           |

## Novedades

### Modificaciones en el proceso electoral
Tras la independencia, se mantuvo la ley electoral del 12 de noviembre de 1954. Sin embargo, a partir de 1965, el Departamento de Elecciones de Singapur pasó a depender directamente de la Oficina del primer ministro, siendo retirada de la competencia del vice primer ministro después de tres años. El Departamento de Elecciones permanece bajo dicha dependencia desde entonces.

### Divisiones electorales
El Comité de Delimitación de Fronteras Electorales fue establecido para reorganizar los límites de acuerdo con el aumento de la población y presentó sus recomendaciones el 25 de agosto de 1967. El 31 de octubre de 1967 se presentó el Proyecto de Ley de Membresía Parlamentaria, que fue aprobado por el Parlamento el 14 de noviembre de 1967, dando como resultado la creación de ocho circunscripciones electorales nuevas. El distrito de Southern Islands se disolvió para ser absorbido por las circunscripciones continentales cercanas de Jurong, Pasir Panjang y Telok Blangah debido a la reducción de su población.
| Circunscripción             | Cambios                                             |
| Nuevas circunscripciones    | Nuevas circunscripciones                            |
| --------------------------- | --------------------------------------------------- |
| Alexandra                   | Separada de Queenstown                              |
| Bukit Ho Swee               | Separada de Delta                                   |
| Kampong Chai Chee           | Separada de Kampong Kembangan, Siglap y Tampines    |
| Kampong Ubi                 | Separada de Geylang Serai                           |
| Katong                      | Separada de Mountbatten                             |
| MacPherson Potong Pasir     | Separada de Aljunied                                |
| Whampoa                     | Separada de Katong                                  |
| Circunscripciones disueltas |                                                     |
| Southern Islands            | Absorbida por Jurong, Pasir Panjang y Telok Blangah |

## Desarrollos políticos

### Partido de Acción Popular

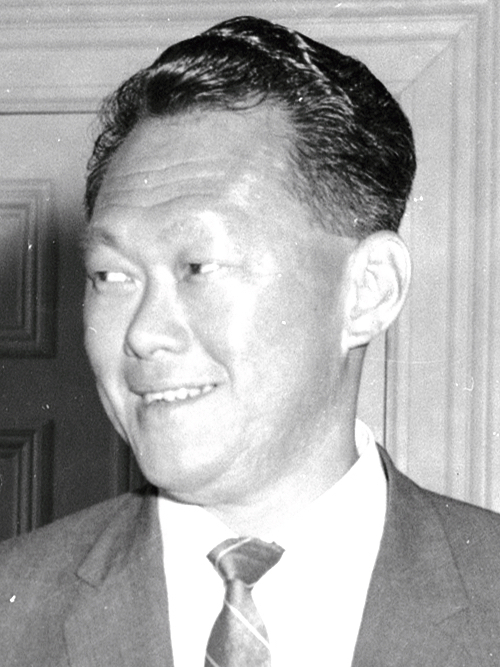
Lee Kuan Yew, primer ministro y líder del PAP, en 1965.

Después de las elecciones de 1963, el PAP había retenido con éxito una mayoría de dos tercios de los escaños, lo que le permitía modificar las normativas electorales y la constitución sin tener que negociar con otras fuerzas políticas. La victoria del PAP se había debido mayormente a la división de los partidos opositores, con hasta tres formaciones opositoras (el izquierdista Frente Socialista, el centrista Partido del Pueblo Unido, y la Alianza gobernante de Malasia) disputando una mayoría absoluta de escaños, mientras que el PAP había perdido mucho apoyo, no recibiendo más de la mitad de los votos válidos a nivel nacional e imponiéndose por márgenes marginales en varias circunscripciones. Sin embargo, debido al profundo debilitamiento que había sufrido durante el mandato anterior hizo que la recuperación e la mayoría de dos tercios fuese tomada por la dirigencia del partido como una gran victoria.
A pesar de los intentos del gobierno del PAP para preservar el papel de Singapur dentro de Malasia, las relaciones entre el primer ministro singapurense Lee Kuan Yew y el primer ministro malasio Tunku Abdul Rahman se deterioraron profundamente durante los dos años que duró la fusión. El hecho de que la Alianza disputara las elecciones singapurenses pese al acuerdo tácito entre Tunku y Lee de que el PAP y el oficialismo malasio no se entrometerían en los asuntos del otro, condujo a que el partido gobernante presentara candidaturas en las elecciones federales de 1964, logrando un único escaño en manos de Devan Nair, a los que después se sumaron 12 escaños designados para la representación de Singapur en el Dewan Rakyat. Lee estableció la Convención Solidaria de Malasia junto al Partido Progresista Popular y el Partido Democrático Unido para disputar la legalidad del Artículo 153 de la Constitución Federal que otorgaba beneficios para los malayos y otros pueblos indígenas. Lee postuló el concepto de «Malasia Malasia» (en inglés: Malaysian Malaysia), declarando al respecto durante una sesión parlamentaria:

Malasia, ¿a quién pertenece? A los malasios. Pero, ¿quiénes son los malasios? Esperaría ser, señor presidente, yo. Pero a veces, sentado en esta cámara, dudo si se me permite ser malasio.
Lee Kuan Yew ante el Dewan Rakyat, 1964.

En consonancia con el rechazo de la Convención Solidaria de Malasia a estas disposiciones constitucionales, la alta población china de Singapur preocupó al gobierno malasio por un posible desequilibrio de la hegemonía política malaya. Finalmente, esta crisis condujo a que el Parlamento Federal votara por expulsar a Singapur de la federación el 9 de agosto de 1965, fracasando todos los intentos por parte del gobierno singapurense para evitarlo, y llegándose finalmente a un acuerdo por el cual Singapur pasó a ser un estado soberano. El acuerdo finalmente se clausuró con la firma de un pacto el 1 de junio de 1966, por el cual Malasia y Singapur normalizaron sus relaciones diplomáticas como países en igualdad de condiciones. Lee siguió como primer ministro, mientras que el gobernador Yusof Ishak fue investido como presidente de la República con poderes ceremoniales, cargo en el que se mantendría hasta su fallecimiento en 1970.
Tras una independencia forzosa y no deseada, el gobierno de Lee buscó en lo inmediato lograr un amplio reconocimiento internacional. Al momento de la secesión, estaba en curso el Konfrontasi entre Indonesia y Malasia, y el gobierno singapurense sentía que corría el riesgo de ser militarmente atacado por las fuerzas indonesias o ser reabsorbido por Malasia a la fuerza y en condiciones desventajosas. El 21 de septiembre de 1965, Singapur fue admitido en la Organización de las Naciones Unidas y, en octubre, en la Mancomunidad de Naciones, en ambas ocasiones con el patrocinio de los gobiernos de Malasia, la India y la República de China. Como una isla diminuta, Singapur fue visto como un estado nación inviable; gran parte de los medios de comunicación internacionales se mostraban escépticos sobre las perspectivas de supervivencia de Singapur. Además del tema de la soberanía, los problemas urgentes eran el desempleo, la vivienda, la educación, la falta de recursos naturales y la falta de tierra. Todo esto, sumado al lanzamiento de la «lucha extraparlamentaria» por parte de los partidos opositores, que desconocían la independencia, motivó temores de un posible estallido social.

### Frente Socialista
Tras el acuerdo de independencia de Singapur, el 9 de agosto de 1965, el principal partido de la oposición, el Frente Socialista o Barisan Sosialis (BS), liderado por Lee Siew Choh, denunció que la independencia de Singapur era «falsa», y se negó a reconocer al gobierno de Lee Kuan Yew y el Partido de Acción Popular (PAP) como legítimo. Durante el período subsiguiente, el BS lanzó eslóganes públicos como «Falsa Independencia», «Aplasta a Malasia», y «Boicot al Parlamento». La reacción hacia la independencia de Singapur dentro del campo de izquierda se dividió. Lim Huan Boon, que era miembro del Partido Comunista de Malasia y uno de los representantes del BS en la Asamblea Legislativa, reconoció la independencia de Singapur al afirmar que no existía la falsa o la media independencia. Lim Chin Siong, otro líder del BS que estaba detenido, también consideró que la independencia de Singapur era genuina.
Pocos días después de la independencia, ante la renuncia de Ong Eng Guan, diputado por la circunscripción de Hong Lim y único diputado ajeno al PAP o al BS, perteneciente al Partido del Pueblo Unido (UPP), se realizó una elección parcial, polarizada entre el PAP y el BS. Tras su derrota, al considerar que no había verdadera independencia nacional ni democracia parlamentaria, el BS comenzó un largo boicot parlamentario y electoral. Entre enero y octubre de 1966, el BS obligó a sus legisladores restantes a renunciar y posteriormente se abstuvo en las elecciones parciales consecuentes, declarando que iniciaría la llamada «lucha extraparlamentaria». Sin embargo, para finales del año la mayoría de los líderes del partido habían huido del país para evitar ser arrestados por el Departamento de Seguridad Interna.
Exceptuando la elección parcial en la circunscripción de Thomson, en marzo de 1967, donde se presentaron dos candidatos independientes y fueron derrotados, el PAP se apropió de los escaños del BS sin oposición, logrando monopolizar por completo las instituciones estatales antes de los siguientes comicios. Un editorial en The Straits Times comentó que el BS eligió el momento equivocado para lanzar una lucha extraparlamentaria: «Renunciar a la arena constitucional, en un momento en que no existe ninguna otra, es como abandonar la política por completo».

### Alianza de Singapur
La seccional singapuresne de la Alianza entró en crisis después de la independencia, pese a lo cual continuó existiendo brevemente hasta 1966. A partir de 1967, su participación política, ya limitada luego de no haber podido conseguir escaños en 1963, se complicó aún más con la aprobación de una ley que prohibía a los partidos políticos operar como sucursales de organizaciones extranjeras. Esto motivó a que la Organización Nacional de los Malayos Unidos se cambiara el nombre a Organización Nacional Malaya de Singapur (PKMS) el 19 de abril del mismo año, aunque conservó varios vínculos con el partido de Malasia.

### Partido de los Trabajadores
El Partido de los Trabajadores o WP había sido fundado en 1957 por David Saul Marshall, el primer jefe de Gobierno singapurense democráticamente electo, luego de abandonar el Frente Laborista. El partido tuvo un desempeño notable en las elecciones al Concejo municipal de la ciudad de Singapur y en comicios parciales en 1961, en los que Marshall consiguió acceder al legislativo. Sin embargo, sufrió un duro revés cuando Marshall abandonó el partido antes de las elecciones de 1963, citando diferencias con la conducción de turno. El partido quedó reducido a una fuerza de carácter marginal, y los tres candidatos que presentó obtuvieron solo 286 votos en total, el peor desempeño para el partido. Sin embargo, el partido experimentó un repunte en su importancia política cuando tomó la decisión de no adherir al boicot instigado por el Frente Socialista y presentar dos candidatos en antiguos bastiones del partido opositor. Su Secretario General, Wong Hong Toy, se postuló en Nee Soon, mientras que Sum Chong Meng se postuló en Jalan Kayu.

### Otras formaciones políticas
No hubo más partidos contendientes además del PAP y el WP, pero hubo cinco candidatos independientes. El Partido del Pueblo Unido o UPP, que había logrado un escaño en las anteriores elecciones, se disolvió en 1965. Uno de los candidatos independientes, Vetrivelu Rengaswamy, sería posteriormente líder del Frente Nacional Unido, y disputó Tanjong Pagar, la circunscripción del primer ministro.

## Jubilaciones y nuevos candidatos
De los 49 parlamentarios que representaban al PAP al momento de convocarse a los comicios, 33 buscarían un segundo mandato. Dieciséis de los candidatos del PAP disputaban por primera vez, tres de los cuales se presentaron en las siete circunscripciones disputadas. Ya'acob bin Mohamed, candidato oficialista en Kampong Ubi (la única de las siete nuevas circunscripciones que fue disputada) ya ejercía como miembro del Parlamento en representación de Southern Islands, circunscripción abolida. Wong Hong Toy, Secretario General del WP, fue el único candidato de un partido opositor que ya había disputado una elección antes, aunque en esta ocasión se presentó en Nee Soon en lugar de Crawford, donde había contendido en 1963. El otro candidato del partido, Sum Chong Meng, se postuló en Jalan Kayu en lo que fue su única contienda electoral mientras que su oponente del PAP, Hwang Soo Jin, se presentó también por primera vez en la que sería la primera de las cuatro instancias electorales en las que representó la circunscripción, con el fin de suceder a Teo Hup Teck, que había ganado el escaño sin oposición tras la dimisión del socialista Tan Cheng Tong en 1967 y no se presentaba a la reelección.
| Nuevos candidatos           | Nuevos candidatos | Nuevos candidatos             | Nuevos candidatos | Nuevos candidatos           | Nuevos candidatos |
| Nombre                      | Edad              | Ocupación                     | Partido           | Partido                     | Circunscripción   |
| --------------------------- | ----------------- | ----------------------------- | ----------------- | --------------------------- | ----------------- |
| Abdul Aziz bin Karim        | 34                | Técnico                       |                   | Partido de Acción Popular   | Kallang           |
| Ch'ng Jit Koon              | 34                | Director gerente              |                   | Partido de Acción Popular   | Tiong Bahru       |
| Chua Sian Chin              | 34                | Abogado                       |                   | Partido de Acción Popular   | MacPherson        |
| Eric Cheong Yuen Chee       | 38                | Secretario en jefe            |                   | Partido de Acción Popular   | Toa Payoh         |
| Hwang Soon Jin              | 32                | Subgerente                    |                   | Partido de Acción Popular   | Jalan Kayu        |
| Joseph Francis De Conceicao | 44                | Director interino             |                   | Partido de Acción Popular   | Katong            |
| Lee Chiaw Meng              | 33                | Profesor politécnico          |                   | Partido de Acción Popular   | Farrer Park       |
| Leonard Peter Rodrigo       | 38                | Abogado                       |                   | Partido de Acción Popular   | Serangoon Gardens |
| Low Guan Onn                | 53                | Director general adjunto      |                   | Partido de Acción Popular   | River Valley      |
| Low Yong Nguan              | 27                | Ingeniero                     |                   | Partido de Acción Popular   | Crawford          |
| Mohamad Ghazali bin Ismail  | 29                | Secretario político           |                   | Partido de Acción Popular   | Aljunied          |
| N. Naidu Govindasamy        | 39                | Maestro                       |                   | Partido de Acción Popular   | Telok Blangah     |
| Phua Bah Lee                | 35                | Secretario de base            |                   | Partido de Acción Popular   | Tampines          |
| Sia Khoon Seong             | 34                | Sindicalista                  |                   | Partido de Acción Popular   | Moulmein          |
| Wong Lin Ken                | 35                | Embajador                     |                   | Partido de Acción Popular   | Alexandra         |
| Sha'ari bin Tadin           | 35                | Director escolar              |                   | Partido de Acción Popular   | Kampong Chai Chee |
| Sum Chong Meng              | 30                | Propietario                   |                   | Partido de los Trabajadores | Jalan Kayu        |
| Tay Mook Yong               | 35                | Médico                        |                   | Candidato independiente     | Kampong Ubi       |
| T. T. Joseph                | 39                | Maestro retirado              |                   | Candidato independiente     | Moulmein          |
| Parlamentarios salientes    |                   |                               |                   |                             |                   |
| Nombre                      | Edad              | Ocupación                     | Partido           | Partido                     | Circunscripción   |
| Avadai Dhanan Lakshimi      | 0                 | Sin datos                     |                   | Partido de Acción Popular   | Moulmein          |
| Chew Chin Han               | 40                | Secretario de base            |                   | Partido de Acción Popular   | Tampines          |
| Teo Hup Teck                | 37                | Subsecretario de organización |                   | Partido de Acción Popular   | Jalan Kayu        |
| S. R. Dharmarajoo           | 0                 | Sin datos                     |                   | Partido de Acción Popular   | Farrer Park       |
| Suppiah Visva Lingam        | 0                 | Sin datos                     |                   | Partido de Acción Popular   | Aljunied          |
| Chan Sun Wing               | 0                 | Sin datos                     |                   | Frente Socialista           | Nee Soon          |
| Wong Soon Fong              | 0                 | Sin datos                     |                   | Frente Socialista           | Toa Payoh         |

## Día de la Nominación
El 17 de febrero de 1968, entre las 11:00 y las 12:00 del mediodía, cada candidato presentó sus documentos de nominación (junto con la aprobación de un proponente, un segundo y al menos cuatro asesores), un certificado de donación política, y el pago de un depósito electoral de S$500. Siete escuelas funcionaron como centros de nominación. Solo 65 candidatos presentaron documentos en las 58 circunscripciones. El PAP fue el único partido que presentó candidatos en todos las circunscripciones y no tuvo oponente alguno en todos menos en siete distritos. El WP presentó candidatos en Jalan Kayu y Nee Soon y hubo un candidato independiente contra el postulante del PAP en Farrer Park, Geylang Serai, Kampong Ubi, Moulmein, y Tanjong Pagar. La Organización Nacional Malaya de Singapur, sucesor de la seccional singapurense de la UMNO de Malasia, se presentó en los centros de nominación, pero se plegaron al boicot y no presentaron documentos. Durante la jornada, el vice primer ministro Toh Chin Chye declaró que «se ha otorgado al pueblo el derecho sagrado de elegir líderes que lo representen en el Parlamento» y que el pueblo era «libre de cambiar el gobierno cuando considerara que este estuviera trabajando inadecuadamente o no representara sus aspiraciones». Con este esquema, sugirió que la cantidad de escaños no disputados reflejaban la confianza de la población singapurense en el PAP para afrontar las problemáticas que rodearían la retirada de tropas británicas para la década de 1970, así como los altos índices de desempleo. El ministro de Asuntos Exteriores Sinnathamby Rajaratnam, por su parte, instó a los partidos opositores a reflexionar sobre su conducta de boicot, y sostuvo que el PAP estaba dispuesto a trabajar con una «oposición sólida y realista» y no con opositores que renunciaran a la lucha democrática, a los que tildó de «bromistas».

## Resultados

### Resultado general
|  | 86.72 % |

|  | 86.72 % |

|  | 4.02 % |

|  | 13.22 % |

|  | 9.26 % |

|  | 13.31 % |

|  | 97.36 % |

|  | 2.64 % |

|  | 100.00 % |

|  | 91.83 % |

|  | 11.18 % |

|  | 88.82 % |

|  | 100.00 % |

### Resultado por circunscripción
|  | 84.91 % |

|  | 15.09 % |

|  | 97.95 % |

|  | 2.05 % |

|  | 83.01 % |

|  | 16.99 % |

|  | 97.28 % |

|  | 2.72 % |

|  | 82.30 % |

|  | 17.70 % |

|  | 97.19 % |

|  | 2.81 % |

|  | 81.87 % |

|  | 18.13 % |

|  | 97.29 % |

|  | 2.71 % |

|  | 90.56 % |

|  | 9.44 % |

|  | 97.61 % |

|  | 2.39 % |

|  | 91.35 % |

|  | 8.65 % |

|  | 96.50 % |

|  | 3.50 % |

|  | 94.34 % |

|  | 5.66 % |

|  | 97.62 % |

|  | 2.38 % |